# 6802 Черновиці
6802 Черновиці (6802 Černovice) — астероїд головного поясу, відкритий 24 жовтня 1995 року.
Тіссеранів параметр щодо Юпітера — 3,187.